# جیم توماس (فیلم‌نامه‌نویس)
جیم توماس (انگلیسی: Jim Thomas؛ زادهٔ ) یک فیلم‌نامه‌نویس اهل ایالات متحده آمریکا است.